# Ruuttijärvet (Pajala socken, Norrbotten)
Ruuttijärvet är en sjö i Pajala kommun i Norrbotten och ingår i Torneälvens huvudavrinningsområde.